# Соліни
Соліни (пол. Soliny) — село в Польщі, у гміні Віжайни Сувальського повіту Підляського воєводства.
Населення — 68 осіб (2011).
У 1975-1998 роках село належало до Сувальського воєводства.

## Демографія
Демографічна структура станом на 31 березня 2011 року:
|          | Загалом | Допрацездатний вік | Працездатний вік | Постпрацездатний вік |
| -------- | ------- | ------------------ | ---------------- | -------------------- |
| Чоловіки | 29      | 5                  | 21               | 3                    |
| Жінки    | 39      | 17                 | 15               | 7                    |
| Разом    | 68      | 22                 | 36               | 10                   |